# Kristina Mundt
Kristina Mundt (alemany: Kristina Richter)  (Merseburg, 25 de gener de 1966), de casada Richter, és una remadora alemanya, ja retirada, que va competir durant les dècades de 1980 i 1990.
El 1988, representant la República Democràtica Alemanya, va prendre part en els Jocs Olímpics de Seül, on guanyà la medalla d'or en la prova del quàdruple scull del programa de rem. Formà equip amb Kerstin Foerster, Beate Schramm i Jana Sorgers. Quatre anys més tard, als Jocs de Barcelona, i sota la bandera de la reunificada Alemanya, revalidà la medalla d'or en la mateixa prova. En aquesta ocasió va formar equip amb Sybille Schmidt, Birgit Peter i Kerstin Muller.
En el seu palmarès també destaquen dues medalles d'or, el 1985 i 1994, i una de plata, el 1993, al Campionat del món de rem.